# Salmonella bongori
Salmonella bongori es una especie de bacterias patógenas del género Salmonella. Es un bacilo gramnegativo que causa una enfermedad gastrointestinal, que origina diarrea en algunos animales, y solo raramente se han reportado casos en seres humanos. Se considera un microbio típico de animales de sangre "fría", la mayoría de las veces está asociada a reptiles, a diferencia de otros miembros del género como Salmonella enterica.
Fue descubierta en 1966 en una lagartija de la ciudad de Bongor, Chad, de donde recibió su nombre bongori. Después de décadas de controversia en la nomenclatura del género Salmonella, S. bongori adquirió su estatus de especie en 2005.